# Hundeschutzweste

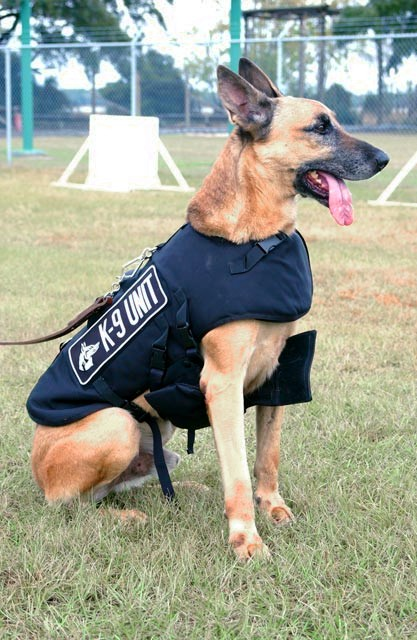
Moderne Hundeschutzweste an einem Diensthund

Eine Hundeschutzweste ist eine beschusshemmende Weste für Hunde.

## Beschreibung
Hundeschutzwesten sind vorwiegend für Diensthunde und Jagdhunde bekannt. Die Gestaltung von Hundeschutzwesten richtet sich nach dem Einsatzzweck; sie können mehr oder weniger Schutz vor stumpfen Schlägen, Kratz-, Stich- und Schussverletzungen bieten. Abzugrenzen sind Funktionswesten, wie sie beim Militär zum Fallschirmsprung mit Diensthunden genutzt werden. Rucksack-Trageschirrkombinationen, Zuggeschirre, Brustgeschirre oder leichte Signalwesten für Hunde sind ebenfalls von Hundeschutzwesten abzugrenzen. Bei Thermoschutzwesten oder Hundemänteln ist der Übergang fließend. Im 21. Jahrhundert wurden Hundeschutzwesten für Herdenschutzhunde mit elektrischer Wolfsabwehr bekannt.

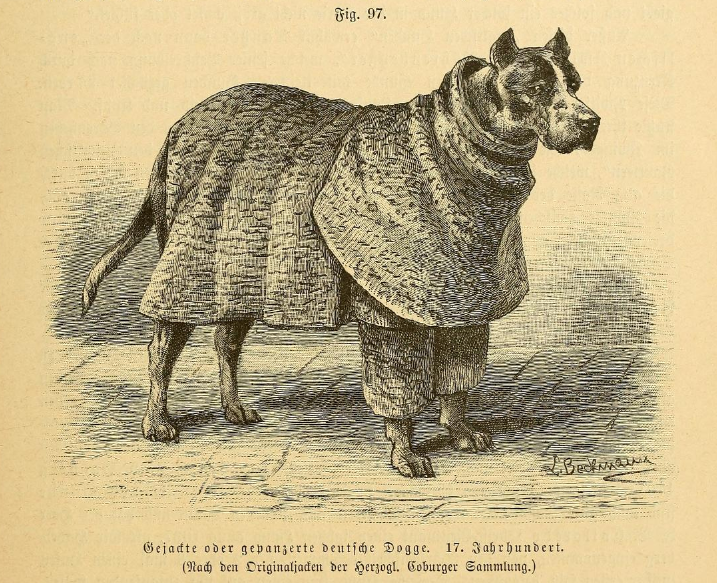
Dogge mit Jagdpanzer im 17. Jahrhundert.
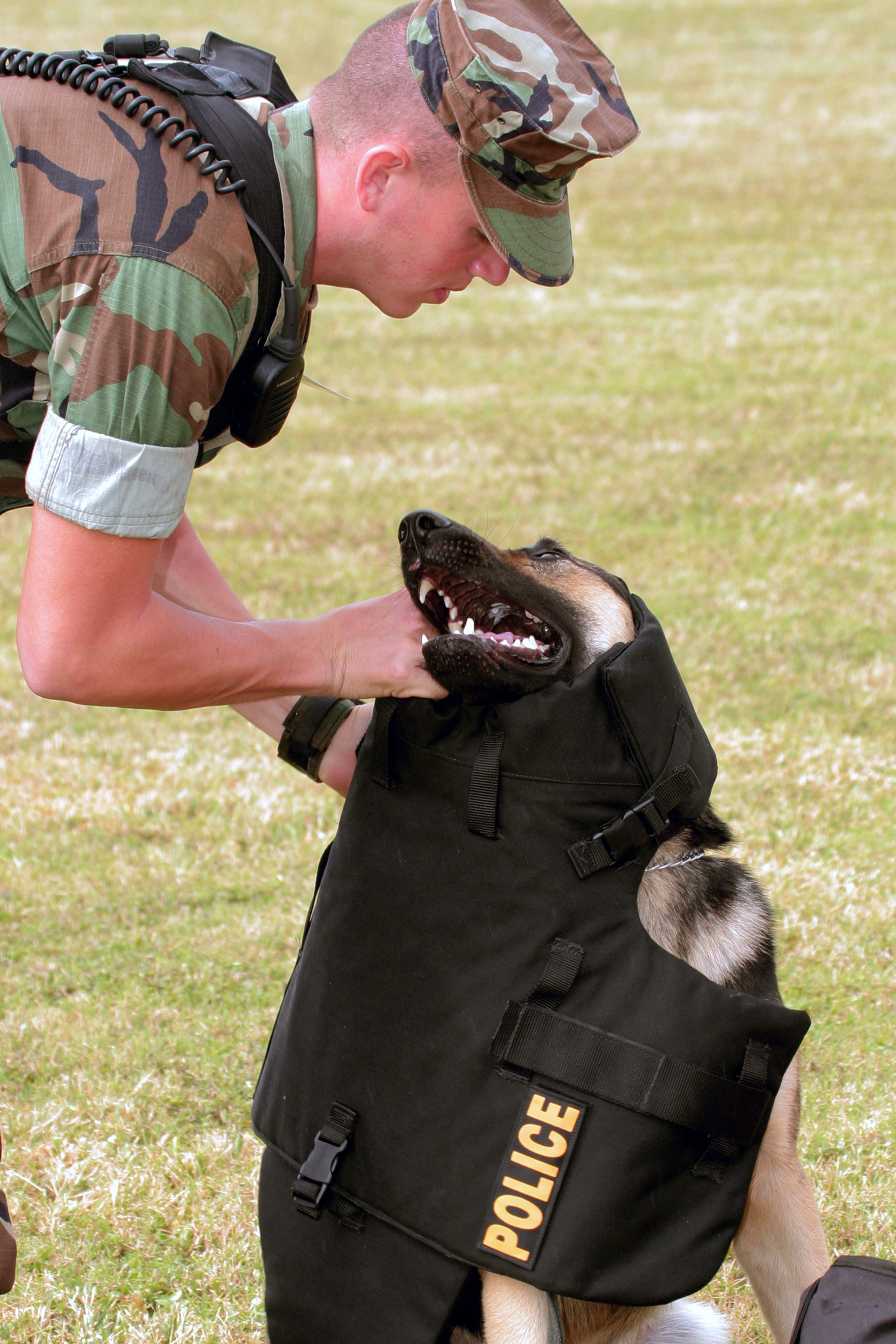
Schusssichere Weste für einen Diensthund.
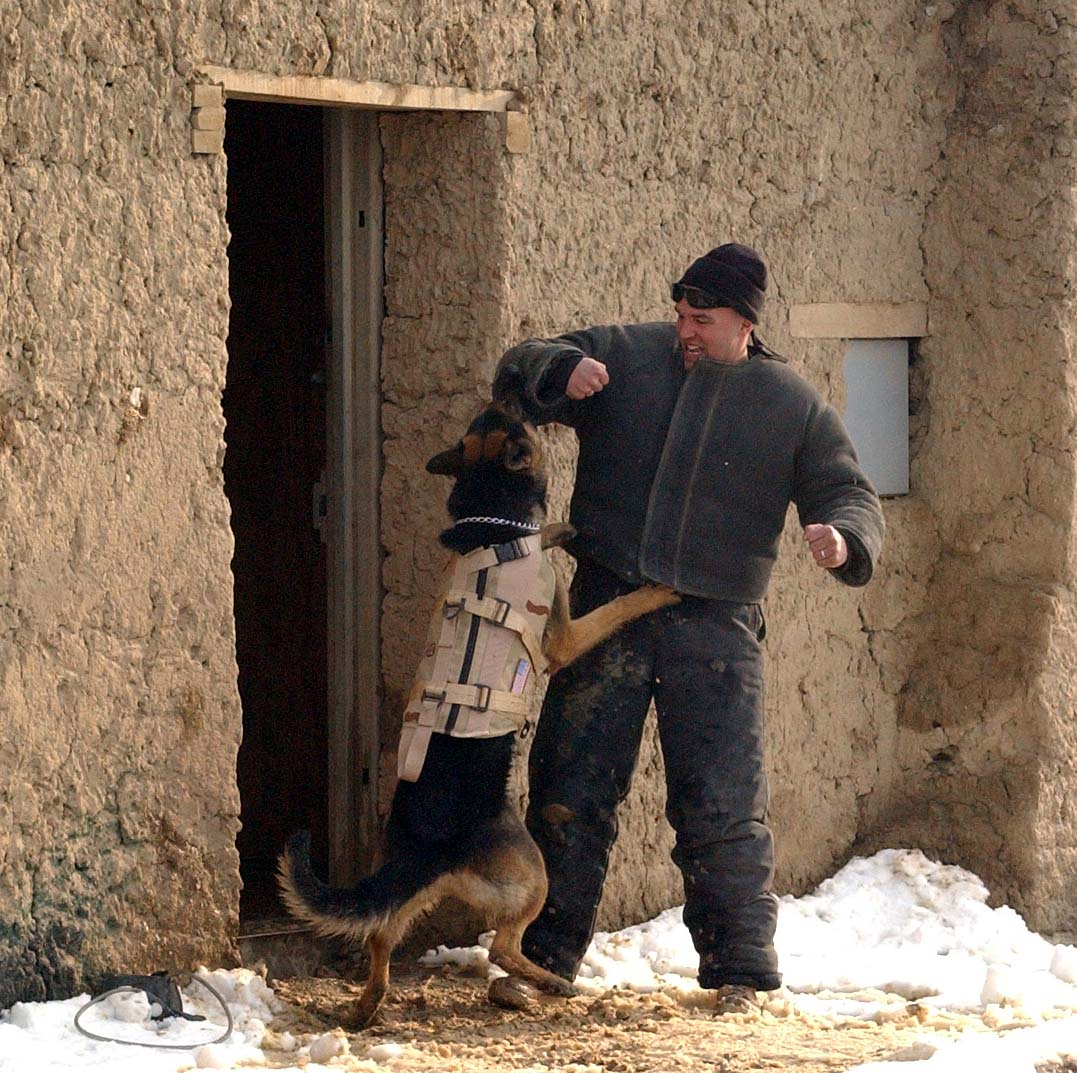
Schusssichere Weste für einen Diensthund.
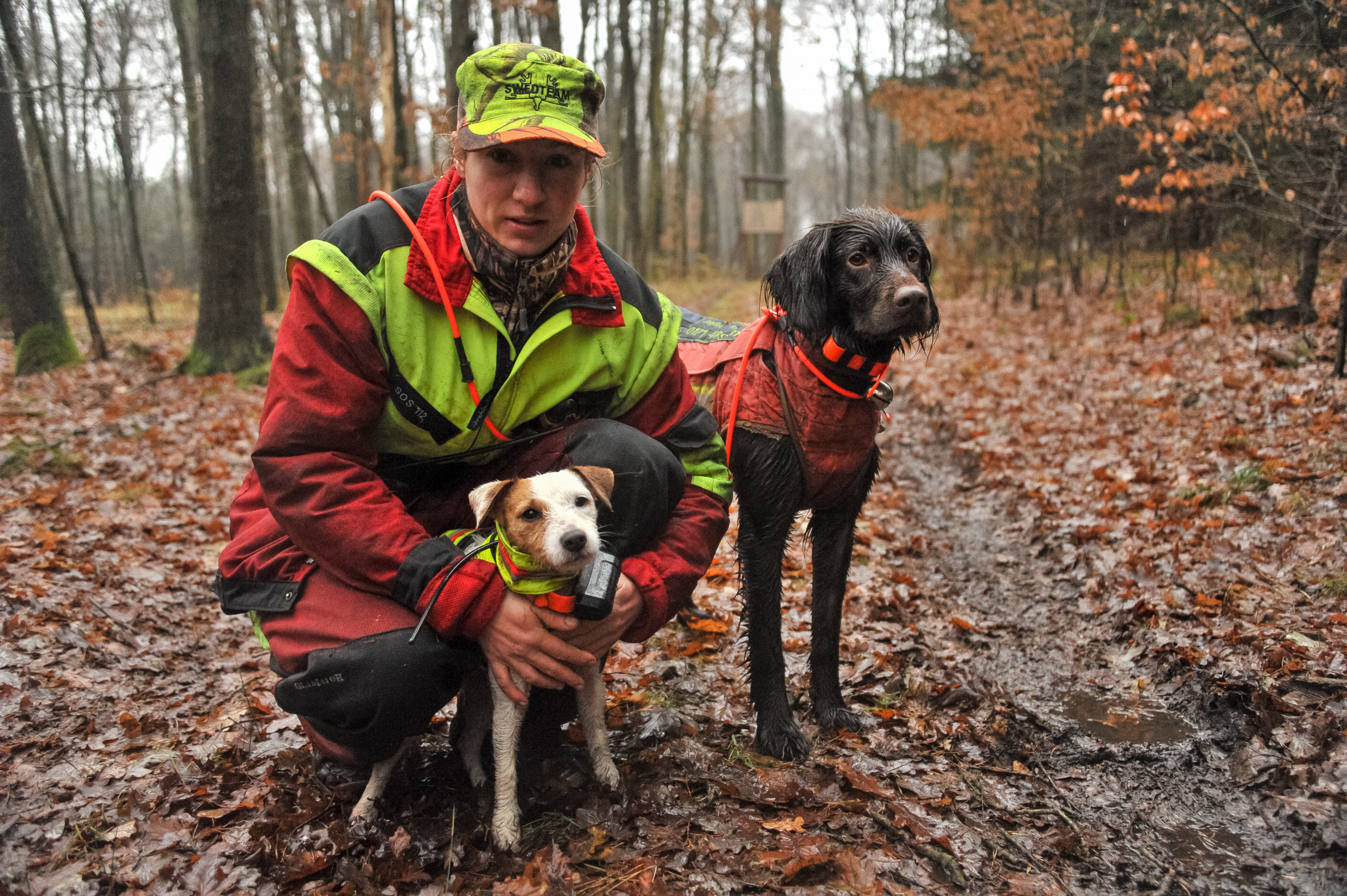
Moderne Ausrüstung für Jagdhunde.
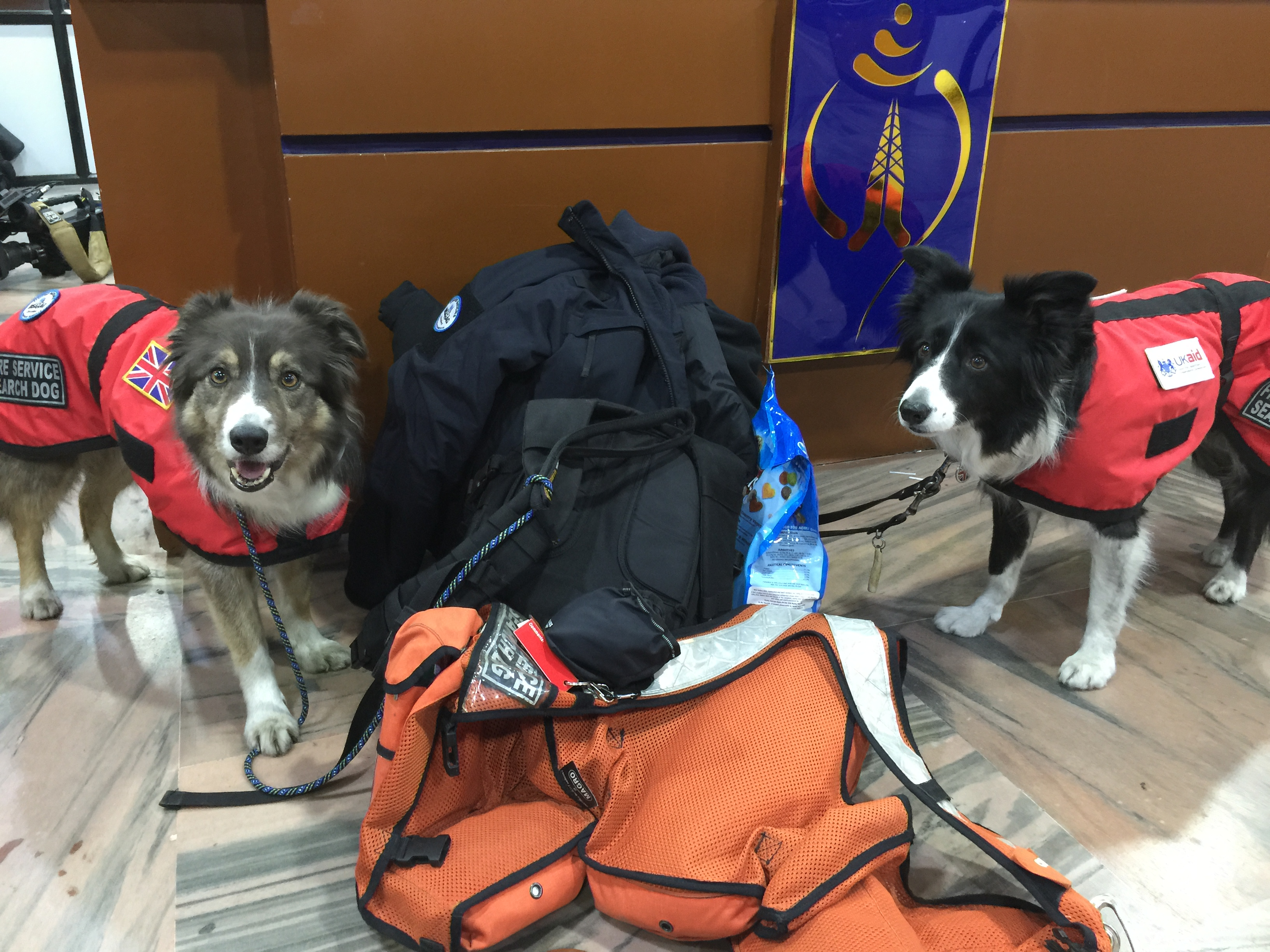
Such- und Rettungshunde in Nepal
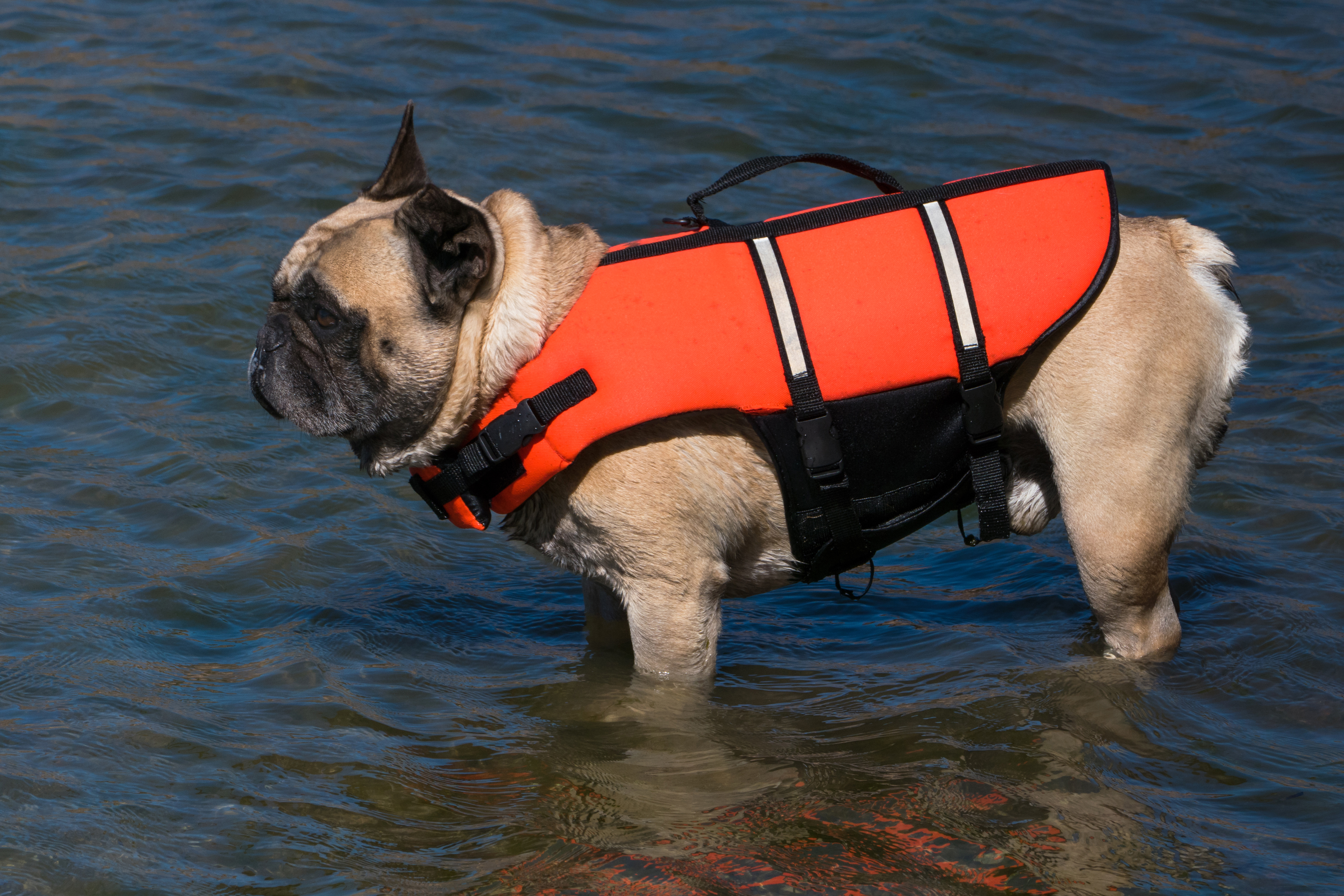
Französische Bulldogge in passender Rettungsweste

Besonders verbreitet sind Hundeschutzwesten für Jagdhunde, die in Kontakt mit Wildschweinen kommen. Nach einer Erhebung bei jagdlichen Hundeführern entstehen 95 Prozent der Verletzungen durch Schwarzwild. Besonders Verletzungen im Bauch- und Brustraum fallen mit Hundeschutzweste geringer aus. Gleiches gilt für die zum Teil erheblichen Tierarztkosten und die Verminderung der Genesungs- und Ausfallzeiten. In einigen Regionen von Schweden wird der Einsatz von Hundeschutzwesten für Jagdhunde (skyddsvästar åt jakthundar) mit bis zu 50 Prozent des Kaufpreises gefördert, wenn die Westen mit Wolfsschutz ausgestattet sind.